# Ojuju
Ojuju ist ein nigerianischer Zombie-Thriller aus dem Jahr 2014, der von C.J. „Fiery“ Obasi als No-Budget-Film geschrieben und inszeniert wurde. Der Film wurde am 11. November 2014 auf dem 4. Africa International Film Festival uraufgeführt, wo er den Preis für den Besten nigerianischen Film gewann. Die Deutschlandpremiere war am 31. Oktober 2017 auf dem 1. Berliner Zombiefilm Festival im Berliner Moviemento.

## Handlung

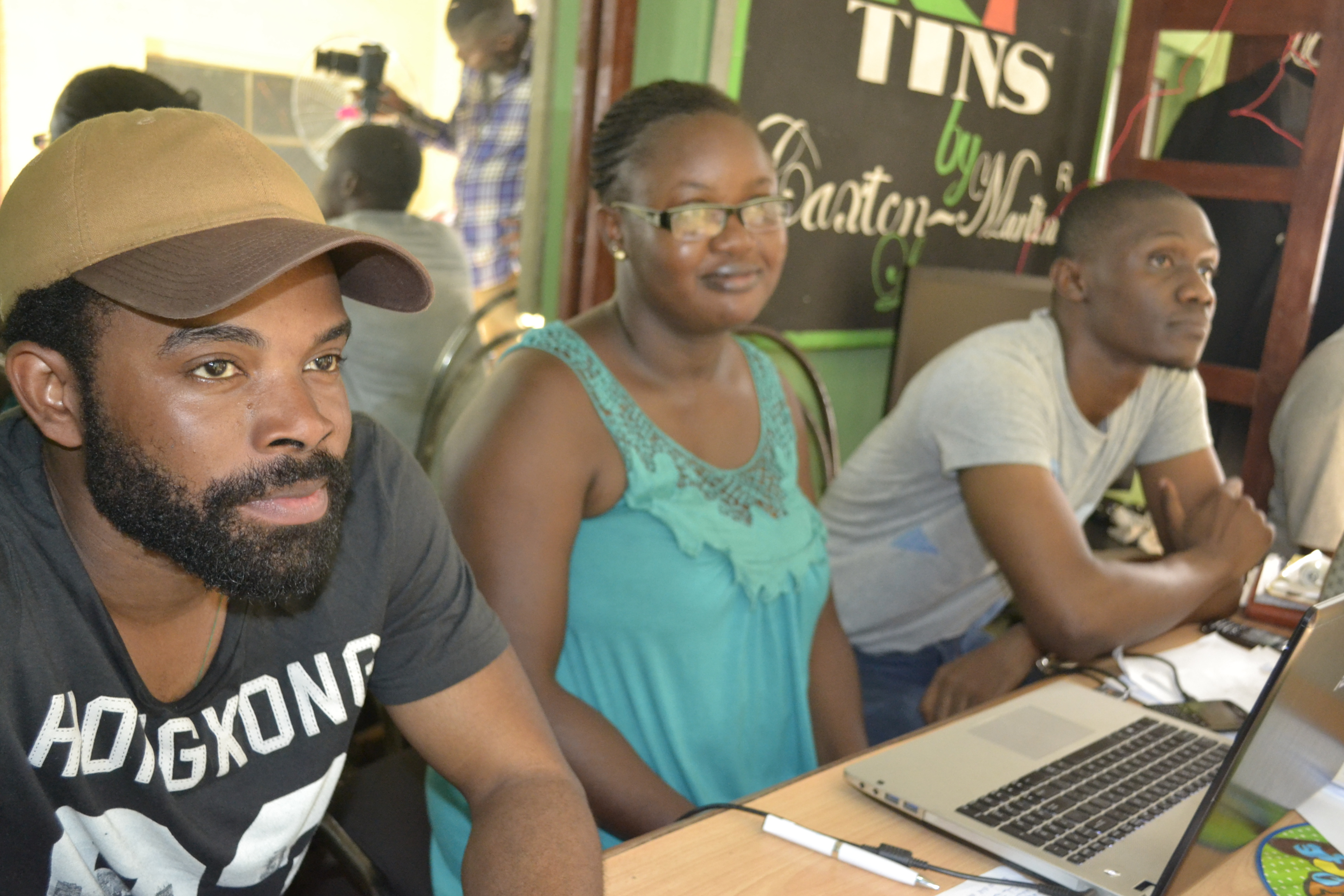
Gabriel Afolayan, Oge Obasi, und C.J. Obasi, beim Vorsprechen für Ojuju in Surulere.

Romero (Gabriel Afolayan) sieht sich an einem Scheideweg. Die Nachricht von der Schwangerschaft seiner Freundin Emmy (Kelechi Udegbe) motiviert ihn, endlich sein Leben in Ordnung zu bringen, doch in seiner Nachbarschaft häufen sich beängstigende Vorkommnisse. Immer mehr Menschen zeigen Symptome der Flussblindheit, einer von Kriebelmücken übertragenen chronischen Krankheit, zudem legen die Betroffenen ein mysteriöses Verhalten an den Tag und fallen wie in einer Art Tollwut über andere Menschen her. Zusammen mit seinen Freunden Emmy und Peju (Omawunmi Dada) müssen sie um ihr Überleben kämpfen, als sie von wildgewordenen Infizierten durch das Dorf gejagt werden. Währenddessen versuchen die drei Freunde herauszufinden, wie das Virus in den örtlichen Brunnen gelangen konnte und wie die weitere Infektion gestoppt werden kann. Als die Zahl der Infizierten rasch überhandnimmt, sehen sich die Freunde gezwungen, aus ihrem Heimatort zu flüchten.

## Produktion

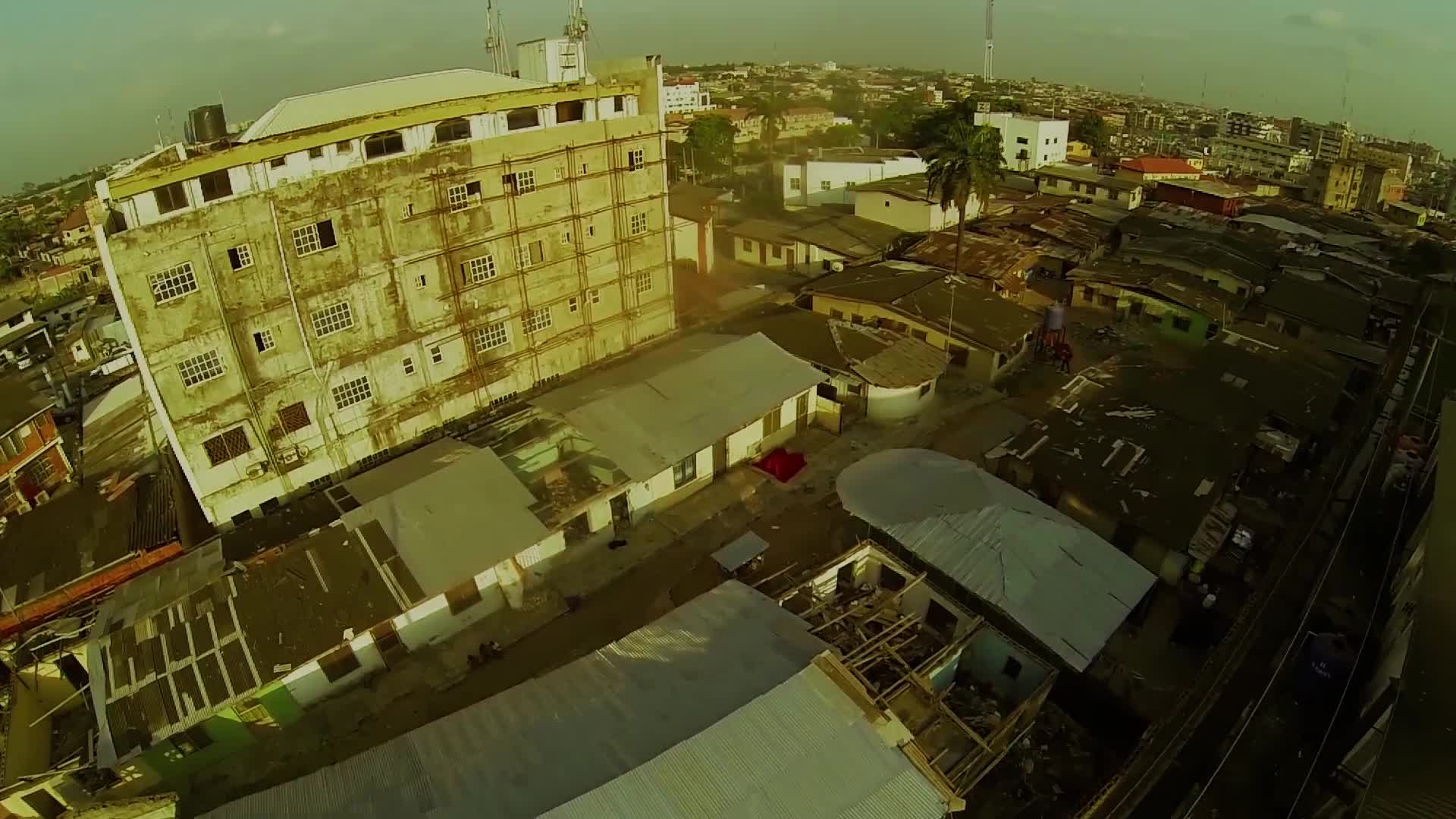
Drehort des Slums von Ojuju in Ikeja

Bei seinem Besuch bei einem Freund in einem Slum fielen C.J. Obasi zahlreiche Besonderheiten des Viertels auf, zum Beispiel, dass es nur einen einzigen Zugang und nur eine einzige Wasserquelle gab, aus der sich jeder versorgte. Auf diesen Grundlagen beschloss Obasi eine Geschichte zu entwickeln, die es ihm ermöglichte, eine Geschichte über die Folgen der Umweltverschmutzung für den einfachen Nigerianer zu schreiben. In einem Interview erklärte Obasi, dass er in dem Film die Bezeichnung Zombie vermeiden wollte und dafür Ojuju wählte. Er war der Meinung, dass im Falle eines ähnlichen Ausbruchs in den Slums von Lagos die Bezeichnung Zombie kaum gerecht werden würde, um die Lage zu beschreiben. Obasi empfand es als realistischer, alle übernatürlichen Elemente aus der Handlung zu streichen und die Handlung in Nigeria zu platzieren, anstatt zu versuchen, eine Hollywood-Version eines Zombie-Films zu drehen.
Die Dreharbeiten zu Ojuju begannen im November 2013 in einem dicht besiedelten Slum in Lagos-Ikeja, weitere Szenen wurden in der Umgebung von Bariga gedreht, während die Szenen auf der Polizeistation im Februar 2014 bei der Film- und Fernsehproduktionsfirma Compact E-Schedular in Ikeja-Opebi gedreht wurden. Ursprünglich war das Budget für den Film auf 5.000.000 Naira (etwa 23.000 Euro) angesetzt, allerdings zeigte kein Investor Interesse sich an der Finanzierung des Films zu beteiligen. Schließlich schloss Obasi zusammen mit dem Produzenten Oge Obasi pro-bono-Vereinbarungen zum Leasing von Ausrüstung und der Besetzung und der Crew ab. Die meisten der Statisten im Film waren reale Bewohner des Slums, in dem der Film gedreht wurde. Der nigerianische Comedian und Künstler Afamefuna Klint Igwemba spielte sich selbst in einem Cameoauftritt unter seinem Pseudonym Klint da Drunk.

### Kulturelle Bezüge
In einem Interview für Smart Monkey TV erklärte C.J. Obasi, dass er den Hauptcharakter seines Films, Romero, als Hommage an den Regisseur von Die Nacht der lebenden Toten, George A. Romero, benannte, und sein Film das Thema der bösen Toten wieder aufgreift.

## Musik
Die Soundtracks stammen von Wache Pollen und Beatoven. Die Original-Hintergrundmusik wurde von David Jones David komponiert. Der Text des Schlusssongs Run Things stammt aus der Feder von C.J. Obasi.

## Veröffentlichung
Ein erster Trailer zu Ojuju erschien am 10. August 2014. Die Premiere folgte am 11. November 2014 auf dem 4. Africa International Film Festival. Die Deutschlandpremiere des Films, in englischer Originalfassung, war am 31. Oktober 2017 auf dem 1. Berliner Zombiefilm Festival im Moviemento am Kottbusser Damm. Der Film ist auf dem Streamingdienst für schwarze Filmemacher kweliTV verfügbar.

## Rezeption

### Kritiken
Todd Brown von der kanadischen Webseite Twitch Film konstatierte: „Es steht außer Frage, dass Ojuju seine Grenzen hat. Aber er zeigt auch eine klare Vision und die breite Basis an Fähigkeiten, die Obasi als Regisseur auszeichnen, den man im Auge behalten sollte.“ Frank Scheck vom The Hollywood Reporter schrieb: „Obwohl mit einem offensichtlich sehr geringen Budget gedreht, ist dieser unternehmungslustige Genrefilm sehr gut gemacht. Der Film ist sowohl von schlitzohrigem Humor als auch von echtem Nervenkitzel durchdrungen und stellt viele ähnlich gelagerte amerikanische Filme in den Schatten, wobei die Exotik des Schauplatzes den Gesamteffekt noch verstärkt.“ Alison Foreman listete Ojuju im Oktober 2022 auf IndieWire auf Platz 11 der Besten Zombie-Genrefilme aller Zeiten.

### Auszeichnungen
Africa International Film Festival 2014
- Auszeichnung als Bester nigerianischer Film[9]

Golden Icons Academy Movie Awards 2015
- Auszeichnung für die Beste Regie (C.J. Obasi)
- Nominierung als Bestes Filmdrama
- Nominierung als Bester fremdsprachiger Film
- Nominierung für den Besten Sound (Dayo Thompson)
- Nominierung für die Beste Kamera (Tunji Akinsehinwa)
- Nominierung für das Beste Makeup/Kostümdesign (Funke Olowu)
- Nominierung für den Besten Produzent (Oge Obasi)

Best of Nollywood Awards 2015
- Auszeichnung für die Beste weibliche Nebenrolle (Omowunmi Dada)
- Auszeichnung für das Beste Makeup im Film
- Nominierung für die Beste englischsprachige Hauptrolle (Gabriel Afolayan)
- Nominierung für die Beste englischsprachige Nebenrolle (Kelechi Udegbe)
- Nominierung für das Beste Drehbuch
- Nominierung für den Besten Schnitt
- Nominierung für die Beste Umsetzung indigener Nigerianischer Sprache im Film

Africa Magic Viewers' Choice Awards 2016
- Nominierung für den Besten Makeup-Künstler (Funke Olowu)